# Isaac Hernández
Pour les articles homonymes, voir Hernández.
Isaac Eleazar Hernández est un danseur de ballet et acteur mexicain, né le 30 avril 1990 à Guadalajara (Jalisco).
En 2018, il est reconnu comme meilleur danseur du monde avec le prix Benois de la danse remis par l'Association internationale de la danse à Moscou, récompense suprême de leur discipline. Il est danseur principal de l'American Ballet Theatre.

## Biographie
Isaac Hernández est né à Guadalajara en Jalisco. Il est l'un des onzième enfants d'une famille modeste, fils des deux danseurs de ballet. Jeune, il fait ses études à la maison avec ses frères et sœurs. En 1998, à l'âge de huit ans, il apprend à danser dans l'arrière-cour de sa maison, avec son père Hector Hernández comme enseignant,,. Un de ses frères, Esteban Hernández, est danseur principal du San Francisco Ballet, et Isaac part à Philadelphie pour être formé à The Rock School for Dance Education.

### Carrière

#### En tant que danseur
Isaac Hernández commence professionnellement dans la compagnie junior à l'American Ballet Theatre. En 2008, il rejoint la troupe du corps de ballet au San Francisco Ballet. En 2010, il y devient soliste.
En 2012, en tant que soliste, il rejoint à la compagnie Het Nationale Ballet aux Pays-Bas. Il y devient danseur principal dans l'année suivante, après avoir dansé dans le rôle du prince Désiré sur La Belle au bois dormant. En 2015, après avoir dansé sur Le Lac des cygnes avec l’English National Ballet, il rejoint cette compagnie en tant que premier danseur. Depuis, il est le premier danseur mexicain à monter sur cette scène à l'Opéra national de Paris.
En 2018, il récolte le prix Benois de la danse pour sa performance sur les scènes Don Quichotte avec le Balletto dell'Opera di Roma et La Sylphide avec l’English National Ballet,. Il devient ambassadeur des arts et du tourisme du Mexique et représente le plus jeune artiste à recevoir un prix d'artiste exceptionnel du président mexicain Andrés Manuel López Obrador.
En 2022, il quitte l'English National Ballet en même temps que sa femme, Tamara Rojo, qui en était la directrice. Ils rejoignent le San Francisco Ballet, lui en tant que danseur principal, et elle en tant que directrice. Il quitte la compagnie à la fin de la saison 2024 pour l'American Ballet Theatre, où il est d'abord artiste invité, puis danseur principal.

#### En tant qu'acteur
En 2019, Isaac Hernández commence sa carrière d'acteur : il est engagé à interpréter un rôle dans le long métrage El Rey de todo el mundo de Carlos Saura. En 2020, il apparaît dans la mini-série de trois épisodes Quelqu'un doit mourir (Alguien tiene que morir) dans le rôle Lázaro, le danseur mexicain, dont l'action se déroule à Madrid en Espagne,,.

## Répertoire
Au cours de sa carrière, Isaac Hernández interprète de nombreux rôles de soliste dans différentes compagnies, :

### Interprétation
- Le Lac des cygnes : le prince Siegfried
- Le Corsaire : Ali et Conrad
- Roméo et Juliette, de Rudolf Noureev : Roméo
- Coppélia, de Ronald Hynd : Franz
- Casse-Noisette, de Wayne Eagling : le neveu / le prince
- Fantastic Beings
- La Bayadère : Solor
- Don Quichotte, de Rudolf Noureev : Basilio
- Don Quichotte, de Mikhaïl Barychnikov et Laurent Hilare : Basilio
- Giselle, de Mary Skeaping : Albrecht
- Le Chant de la Terre : l'homme
- La Sylphide : James
- La Belle au bois dormant : le prince Désiré
- L'histoire de Manon : Des Grieux
- Cendrillon, de Christopher Wheeldon : le prince Guillaume
- Études
- Raymonda : Jean de Brienne
- Symphonie en C
- Onéguine : Eugène Onéguine
- Le Rêve
- Symphonic Variations
- Roméo et Juliette, de Rudi van Dantzig : Roméo et Mercutio
- Chroma

### Création de rôle
- Giselle, de Akram Khan : Albrecht

## Filmographie
- 2020 : Quelqu'un doit mourir (Alguien tiene que morir) : Lázaro (mini-série, 3 épisodes)

- 2021 : Le Roi du monde (El rey de todo el mundo), film de Carlos Saura : Diego[14]